# Castillo y murallas de Ribarroja del Turia

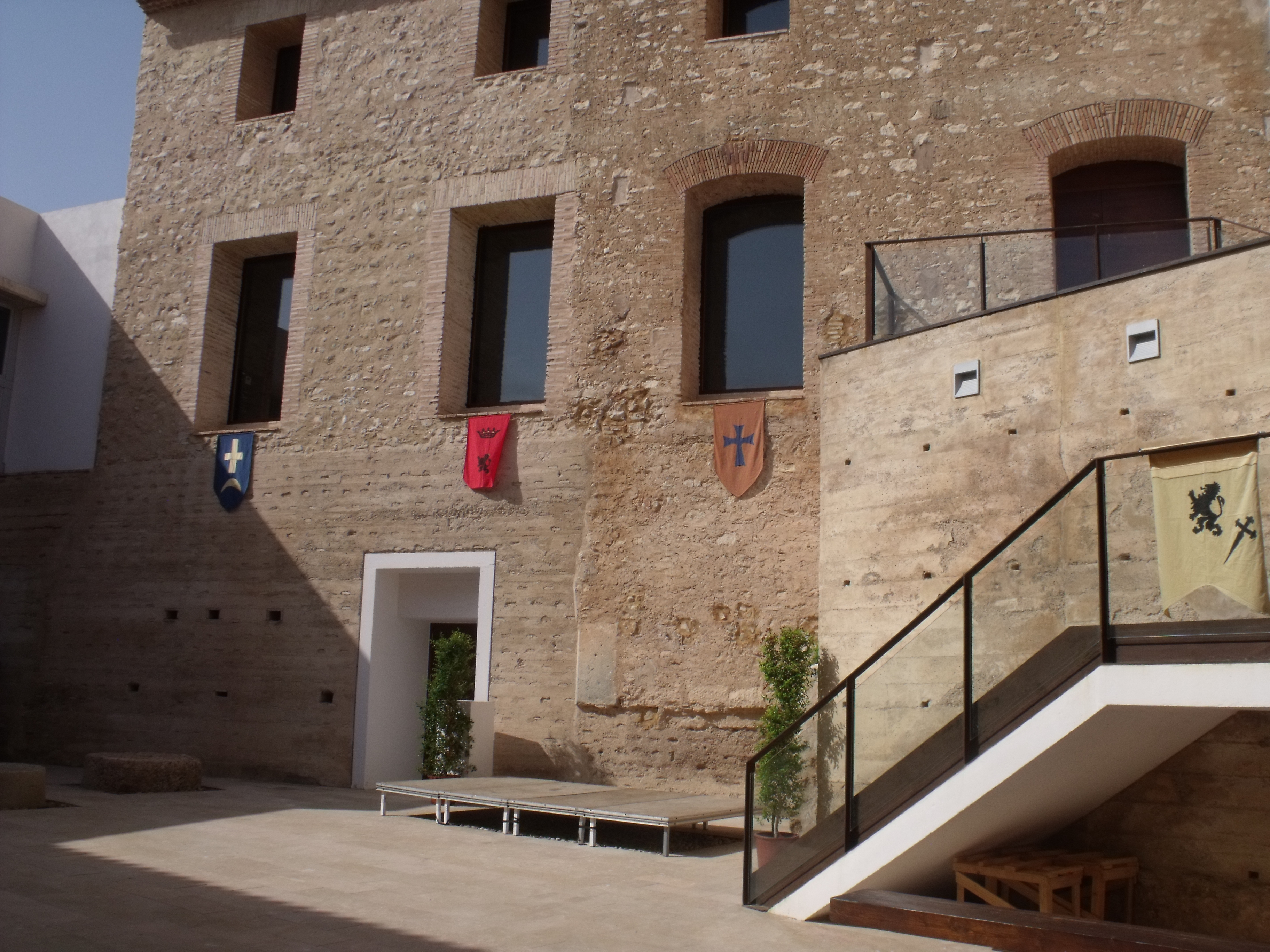

El castillo y murallas de Ribarroja del Turia forman un bien de interés cultural que se encuentra en la calle de la Cisterna y plaza Eusebio Benedito de Ribarroja del Turia (Valencia) España.
Este caserón señorial está protegido por declaración genérica y con número de anotación ministerial R-I-51-0010658 de 20 de junio de 2001
El castillo acoge dos centros de interés cultural. Por un lado, acoge el Museo Visigodo de Pla de Nadal (MUPLA) donde se recoge la mejor colección de arte decorativo de época visigoda de Hispania y una de las más completas de Occidente. Por otro lado, en el castillo de Ribarroja también se encuentra el E CA, L'Espai d'Art Contemporani El Castell, un espacio de exposición para la creación artística presente y la dinamización de la escena artística de Ribarroja.

## Historia
En tiempos de la ocupación romana, el territorio de Ribarroja ya era usado intensamente para la agricultura, de forma que el promontorio sobre la confluencia del barranco de los Moros y el río Turia ofrecía la posibilidad de controlar un extenso terreno cultivado, situado entre las dos ciudades más importantes en aquel momento en el bajo valle del Turia, Edeta y Valentia. Es por este motivo que ya en esa época se desarrolló un pequeño enclave amurallado a ambos lados de lo que a inicios del siglo XXI es la calle de la Cisterna.
Los visigodos continuaron la explotación agrícola de la zona, como puede verse en el Pla de Nadal, pero estas explotaciones desaparecerían en el siglo VIII con la llegada de los musulmanes. Tras esta, desapareció la aristocracia visigoda y las explotaciones agrícolas pasaron a ser pequeñas villas o alquerías. Al tiempo, el antiguo asentamiento militar romano fue transformado en un poblamiento rural que, merced a su singular emplazamiento, dominaba la amplia zona agrícola junto al Turia. La enorme inestabilidad política de este periodo hizo necesario el mantenimiento de sus defensas. Para ello se reedificaron y ampliaron las murallas romanas y se construyó en un extremo del recinto, aprovechando para ello restos de basamentos romanos, el castillo sería en adelante la residencia del representante de las autoridades que se encargarían, entre otras cosas, del cobro de los impuestos. El asentamiento se consolidó con la construcción de una pequeña mezquita y de un cementerio extramuros.
Tras la rendición de Ribarroja a Jaime I en 1238, ésta pasó a formar parte del señorío territorial de su hijo Pedro Fernández de Azagra quien inmediatamente designó sus representantes, agentes militares y fiscales que quedaron al frente de la explotación de sus tierras, manteniendo el orden y recaudando impuestos. Como la población creció poco, el recinto urbano pudo mantenerse en torno a la actual calle de la Cisterna, con la mezquita en un extremo y el antiguo castillo, que pasaba a ser residencia del representante del señor, en el otro. Tras la Guerra de la Unión de 1348 entre los unionistas valencianos y los realistas, el nuevo señor de la villa Ramón de Riusech y Moraida, decidió la ampliación y consolidación del recinto amurallado, aumentando su capacidad defensiva. Durante los siglos XIV y XV comienza a consolidarse la nueva trama urbana con la construcción de viviendas en las inmediaciones del viejo núcleo, calles de la Cisterna, Reloj Viejo y Horno Viejo, permaneciendo la mezquita en su ubicación original y eliminándose un lienzo de muralla con lo que volcaba su fachada a la nueva plaza así conseguida.
Como la población de Ribarroja era morisca, la expulsión de este grupo en 1609 produjo un enorme decaimiento demográfico y económico, con lo que el castillo perdió su relevacia, si bien siguió siendo sede de la baronía hasta su supresión en 1811.

## Descripción
Se trata de una construcción de gran volumen formada por la yuxtaposición de diferentes edificaciones. Ello le confiere una gran complejidad de planta. Está realizada en mampostería y fábrica de ladrillo y tapial. Se compone de dos cuerpos diferenciados, principal y caballerizas, conectados por un patio interior.
El cuerpo principal, adyacente a las calles Benedito y Cisterna posee cuatro alturas con diversas estancias y departamentos. Se accede por la planta baja y por la primera planta desde el patio, en este último caso ascendiendo por el terreno natural o desde la calle Benedito por un acceso secundario. La parte inferior no se encuentra comunicada con el resto de las plantas.
Las caballerizas sin un edificio longitudinal, independiente del principal y que se encuentra al otro lado del patio. Tiene dos plantas, conectadas por una escalera situada en el centro. Forma medianera con el edificio vecino por lo que su cubierta es a una sola agua recayente al patio. A diferencia del otro cuerpo, no está dividido en numerosas estancias, pues sólo separa cada planta en dos zonas. Se trata de un edificio sencillo de construcción muy posterior al cuerpo principal.
Destacan las ventanas geminadas de estilo gótico tardío y algún arco interior carpanel de tres centros. Los sucesivos acondicionamientos del edificio han deformado la imagen de palacio al haber sido utilizado como almacén durante los años previos a su adquisición por el Ayuntamiento.
La superficie total es de 1015 m², repartidos en 725 en el cuerpo principal y 290 en el edificio longitudinal. Adicionalmente, el patio tiene una superficie de 364 m².